# Клин клином (фильм, 1986)
«Клин клином» — романтическая драма 1986 года о молодой женщине из католической школы-интерната, которая сбегает вместе с беглецом из близлежащей исправительной колонии. Главные роли исполняли Крэйг Шеффер и Вирджиния Мэдсен. Режиссура Дункана Гиббинса, саундтрек фильма композитора Говарда Шора.

## Описание сюжета
В этой основанной на реальных событиях молодёжной мелодраме Джо Фиск, несовершеннолетний правонарушитель, влюбляется в Лизу Тейлор, красивую девушку и ученицу католической школы, расположенную в орегонском лесу. Они познакомились случайно, когда проблемный молодой человек вышел на природу и увидел прекрасную девушку, плавающую в небольшом озере. Их тотчас влечет друг к другу, но в их школах не поощряются контакты с представителями противоположного пола, поэтому когда их отношения обнаружились, то возникли проблемы с окружающими, что заставило молодых любовников бежать. Остаётся открытым вопрос: смогут ли они достаточно длительное время обходить закон и органы власти, чтобы найти счастье?

## В ролях
- Крэйг Шеффер — Джо Фиск
- Вирджиния Мэдсен — Лиза Тейлор
- Джон Полито — мистер Дюшар, «Босс»
- Д.Д. Коэн — Майрон, «картограф»
- Кейт Рейд — сестра Виктория
- Джин Смарт — сестра Мэри
- Энн Сэведж — сестра Харриет
- Тим Расс — Джерри Вашингтон
- Дэвид Харрис — Бен Хэлси
- Даниэль Суини — Томас Бакстер
- Кэри Вюрер —  Глория